# 메틴2
《메틴 2》(Metin2)는 이미르 엔터테인먼트(Ymir Entertainment)에서 제작한 동양 무협풍의 3D MMORPG 게임이다. 2005년 3월 국내 정식 서비스를 시작으로 현재 유럽, 북미, 아시아지역에 걸쳐 총26개국에서 서비스되고 있다. 특히 유럽지역에서는 월 접속자가 7백만명을 기록하는등 유럽에 진출한 온라인게임중 가장 성공한 게임이라는 평가를 받고 있었으나 정작 가장 중요한 한국에서는 운영부실로 유저들이 하나둘씩 떠나 서버운영에 어려움을 겪어 2011년 1월 26일 웹젠(webzen)에서 이미르 엔터테인먼트(Ymir Entertainment)의 최대주주인 이대영 대표이사의 지분을 포함한 발행 주식 100%와 경영권 일체를 778억원에 인수하여 현재는 웹젠(webzen)산하로 인수합병된 후 천마, 무쌍 2개의 서버를 통합하여 회생을 노렸지만 한국 유저들의 호응을 다시 얻어내지 못 하고 결국 한국서비스는 2013년 3월 7일로 종료됐지만 유럽 상용화 성공으로 2009년 기준 연매출 170억원, 영업이익 120억원을 내는 등 여전히 유럽및 북미 지역에서만 인기몰이 중이였으며 2012년 11월 22일부터 세 번째 일본 상용화 서비스를 시작했다.
|            | 최소 사양                                  | 권장 사양                            |
| ---------- | ------------------------------------------ | ------------------------------------ |
| CPU        | 600 MHz이상                                | 1.5 GHz이상                          |
| 주 메모리  | 128M 이상                                  | 256M 이상                            |
| 그래픽카드 | ATI Radeon 7000 이상 nVidia RIVA TNT2 이상 | ATI Radeon 8500 이상 Geforce Ti 이상 |

## 게임배경 및 스토리
400년 전 구제국
태조 이섭은 철갑기마대를 이끌고 순식간에 대륙 전체를 점령하고 최초의 통일 국가를 이룩해 내었다. 제국력 170년경부터 서역과의 활발한 무역을 바탕으로 합리적이고 창의적인 국가로 발전하기 시작했다.
거대성마석의 출현과 구제국의 쇠퇴
구제국의 발전은 그리 오래가지 못했다.
어느날 갑자기 하늘로부터 떨어진 거대 성마석, 메틴 스톤은 이후 세상의 모든 것을 바꾸어 버렸다.지형과 기후가 변하고, 메틴 스톤을 본 동물들은 미쳐 날뛰며 사람을 공격하기 시작했고, 괴질이 돌았으며, 죽은 자들이 깨어나 산자를 공격했다. 처음 보는 괴물들이 출현한 것도 이때부터였다. 역사가들은 메틴 스톤의 도래 이후를 그 이전과 구분하여 메틴력으로 정의했다.
메틴력 이후 구제국은 다른 국가와 단절되어, 하루 아침에 폐쇄적인 국가로 전락하는 비운을 맞게 되었다.
메틴력 이후의 세계
메틴력 이후 대륙의 곳곳에는 크고 작은 운석들이 떨어지기 시작했으며, 제국은 완전히 분열하여 3개의 작은 국가로 나뉘어 전쟁을 거듭하고 있다.
신수국은 메틴력이후 방치되었다시피한 서쪽의 광야지역의 상인들이 모여서 건설한 국가이다.무역으로 발전한 기존 지역의 화려함을 간직한 곳으로 무역로가 차단됨으로 인해 가장 큰 피해를 입었고 그로 인해 가장 빨리 성마석의 위험을 깨달았던 이들이기도 하다. 생존을 위협당한 이들은, 모든 재산을 처분해 구제국에서 전사들을 모아 자체적으로 방어를 구축하고 외부로부터의 침공을 막아내고 있다. 다시 무역로를 개척하여 옛 부귀와 영광을 되살리는 것을 목적으로 하고 있다.
천조국은 구제국 황제였던 이유의 사촌동생인 정도사 윤영에 의해 세워진 남방국가이다.
주술과 점에 능한 아내를 통해 성마석의 위험을 직접적으로 깨닫고 그에 대한 대비책을 세울 것을 여러 차례에 걸쳐 건의하였지만 이를 무시당하자 일족을 이끌고 제국에 대해 반기를 들었다. 현재 진노국과 오랜 혈전을 거듭하고 있으며 이들의 목적은 단지 하나, 전 대륙을 통일해 성마석의 힘을 차단하는 것이다.
진노국은 구제국 황제의 적자인 이륭이 이끌고 있는 정통성을 주장하는 군사대국이다.
구제국의 부활을 꿈꾸며 정통성을 주장하고 있는 군사 대국으로 혹독한 자연환경을 가져서인지 상당히 공격적이고 패도적인 문화를 유지하고 있다.
천조국을 건설한 윤영의 성마석에 관한 주장에 대해서는 완전히 무시하는 듯한 대외적인 태도를 취하고 있지만 이미 황실의 현자들을 동원해 그에 대한 자세한 조사에 착수한 듯 하다. 이들이 표면적으로 성마석에 대해 무관심한 것은 분열된 제국을 다시 통일하기 위한 이륭의 야망이 바탕에 깔려있기 때문이다.
깨어나는 성마희
이렇게 3국으로 갈라져 전쟁이 발발하는 동안, 추락의 후유증으로 잠시 동안 대륙 중앙에서 기운을 회복하고 있던 성마석의 정령체인 성마희가 서서히 활동을 하기 시작했다.그 기운을 가장 처음 알아 챈 용신은 지상세계로 강림하여 성마희와 치열한 접전을 벌였다.
그 결과 성마희와 그녀를 따르던 오행성수는 제국 여기저기에 봉인 되었다. 그러나 그녀가 언젠가 봉인을 깨고 나와 인간들에게 다시금 심판의 불길을 내릴 것이라는 믿음이 제국의 붕괴 이후 신전을 빠져 나온 일부 무녀들의 입을 통해 널리 퍼졌다.
대륙의 중앙에 봉인되어 있는 성마희는 주기적으로 힘을 회복하여 봉인을 풀고 대륙으로 나오려 하고 있었다. 이러한 사실은 용신에 의해 인간들에게 알려졌고, 성마희의 힘이 회복 될 때면 행동력이 강한 사람들을 중심으로 세 제국이 힘을 합쳐 성마희를 다시 봉인하곤 했다.
성마희를 봉인 하는데 가장 큰 힘을 사용한 무리에게는 다음 성마희의 힘이 회복 될 때까지 용신이 힘을 일부 빌려주고 있었다. 사람들은 이를 '용신투사' 라 부르며, 그 누구도 이들을 깔보지 못했다.
플레이어는 수백년간 이어온 대륙의 분열을 잠재우고 대륙을 통일하여야 하며 용신과 함께 세상의 질서를 파괴하려는 성마희에 맞서 싸워야 한다.

## 해외 퍼블리싱 파트너 및 서비스 국가 현황
- 공식 웹사이트